# Marguerite Macé-Montrouge
Marguerite Macé-Montrouge (Parigi, 24 marzo 1836 – Parigi, 26 novembre 1898) è stata un mezzosoprano francese.

## Biografia
Victoire Marguerite Macé-Montrouge è cresciuta a Batignolles ed ha studiato al Conservatoire de Paris dal 1848 al 1850.
Nel 1855 al Théâtre des Bouffes-Parisiens canta nel successo della prima assoluta di Une nuit blanche di Jacques Offenbach per l'inaugurazione del teatro dove nello stesso anno canta anche nella prima assoluta di Le rêve d'une nuit d'été di Offenbach e nel 1856 nella prima assoluta di Le thé de Polichinelle di Ferdinand Poise diretta da Offenbach con Hortense Schneider, nel 1857 Véronique nella prima assoluta di Le docteur Miracle di Charles Lecocq e di Georges Bizet diretta da Offenbach, nel 1858 l'Opinion publique nel successo della prima assoluta di Orphée aux Enfers di Offenbach con Jean-François Berthelier e Léonce (attore) e nel 1886 mère Jacob nella prima assoluta di Joséphine vendue par ses sœurs di Victor Roger.
Sempre nel 1886 al Théâtre des Folies-Marigny è Aigue-Marine nella prima assoluta di Les ondines au champagne di Lecocq di Louis-Émile Hesnard Montrouge.
Al Théâtre des Bouffes-Parisiens nel 1888 canta con Hesnard Montrouge nella prima assoluta di Mam'zelle Crénom di Léon Vasseur, di Le valet de cœur di Stéphane Raoul Pugno e di Oscarine di Roger e di Le mariage avant la lettre di Olivier Métra, nel 1889 m.me Patouillard ne Le mari de la reine di André Messager e nel 1890 Sénora nel successo di Miss Helyett di Edmond Audran.